# Kinixys
Genre
Synonymes
- Cinixys Wagler, 1830
- Cinothorax Fitzinger, 1835
- Madakinixys Vuillemin, 1972

Kinixys est un genre de tortues de la famille des Testudinidae.

## Répartition
Les six espèces de ce genre se rencontrent en Afrique subsaharienne.

## Liste des espèces
Selon TFTSG (27 juin 2011) :
- Kinixys belliana (Gray, 1830) — Kinixys de Bell ou Tortue à dos articulé des savanes
- Kinixys erosa (Schweigger, 1812)
- Kinixys homeana Bell, 1827 — Kinixys de Home
- Kinixys lobatsiana (Power, 1927)
- Kinixys natalensis Hewitt, 1935
- Kinixys spekii Gray, 1863

## Publication originale
- Bell, 1827 : On two new genera of land tortoises. Transactions of the Linnean Society of London, vol. 15, p. 392-401 (texte intégral).